# Сенчесто кротиче
Сенчестите кротичета (Chalcolestes parvidens) са вид насекоми от семейство Lestidae.

## Разпространение
Разпространени са в Югоизточна Европа и Близкия изток, включително в България.